# Гардоне-Рив'єра
Гардоне-Рив'єра, Ґардоне-Рив'єра (італ. Gardone Riviera) — муніципалітет в Італії, у регіоні Ломбардія, провінція Брешія.
Гардоне-Рив'єра розташоване на відстані близько 450 км на північ від Рима, 110 км на схід від Мілана, 29 км на північний схід від Брешії.

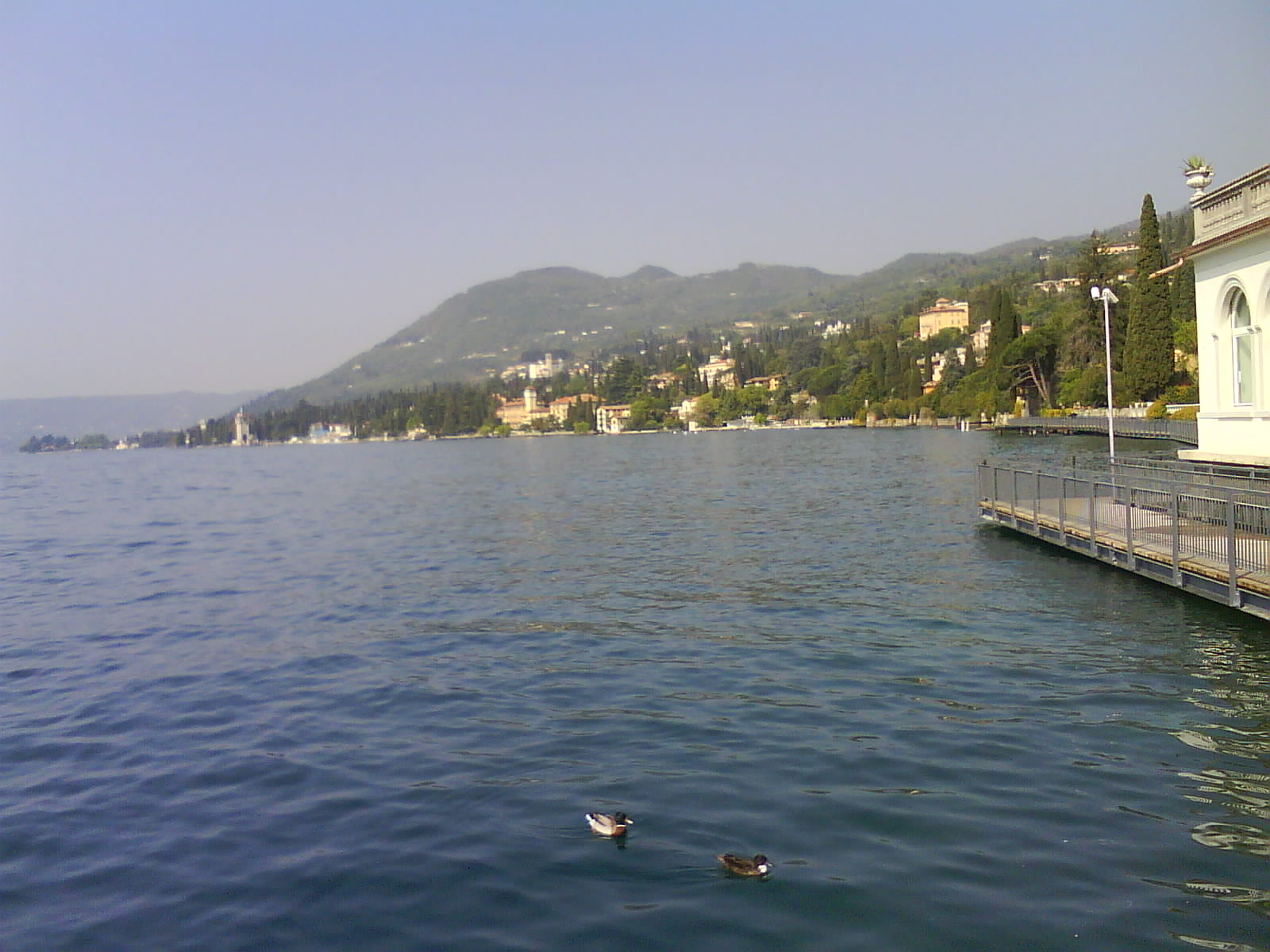

Населення — 2661 особа (2014).

## Демографія
Населення за роками:

Станом на 1 січня 2023 року в муніципалітеті офіційно проживало 276 іноземців з 41 країни, серед них 75 громадян країн Євросоюзу та 25 громадян України.

## Сусідні муніципалітети
- Сало
- Торрі-дель-Бенако
- Тосколано-Мадерно
- Вобарно

## Міста-побратими
- Аркашон, Франція (1980)
- Пескара, Італія (2010)